# Patinatge artístic als Jocs Olímpics d'Hivern de 1928 - Individual masculí
En els Jocs Olímpics d'Hivern de 1928 celebrats a Sankt Moritz (Suïssa) es realitzà una competició de patinatge artístic sobre gel en categoria masculina, que unida a la competició femenina i per parelles conformà la totalitat del programa oficial del patinatge artístic als Jocs Olímpics d'hivern de 1928.

## Comitès participants
Hi participaren un total de 17 patinadors de 10 comitès nacionals diferents.
| - Alemanya (2) - Àustria (3) - Bèlgica (1) - Canadà (2) - Estats Units (3) |  | - Finlàndia (1) - França (1) - Regne Unit (2) - Suècia (1) - Txecoslovàquia (1) |

## Resum de medalles
| Prova      | Or               | Argent      | Bronze               |
| Individual | Gillis Grafström | Willy Böckl | Robert Van Zeebroeck |

## Resultats

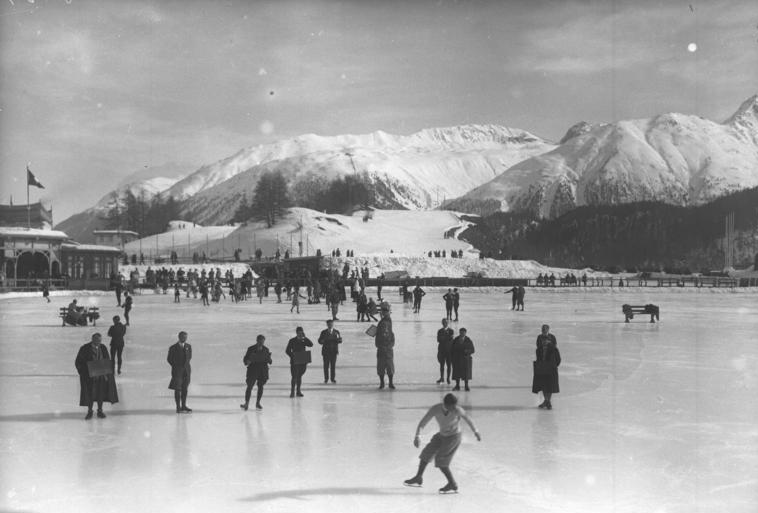
Imatge de Gillis Grafström durant el campionat.

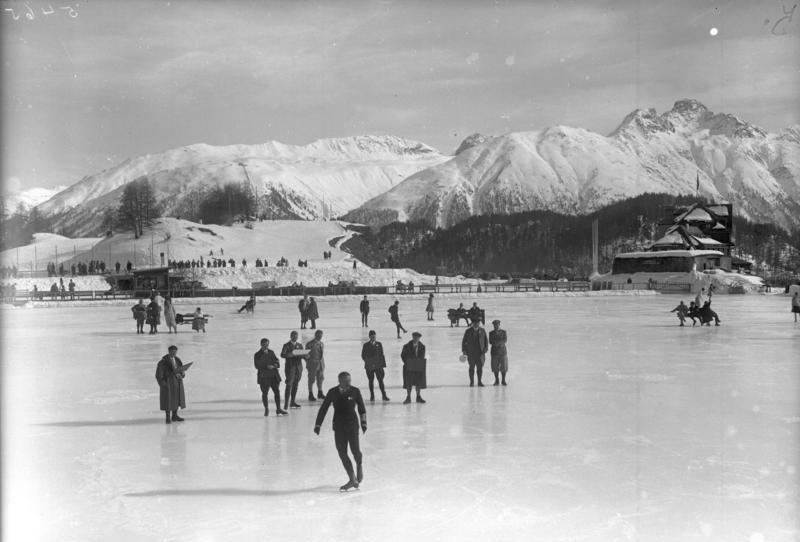
Imatge de Willy Böckl durant el campionat.

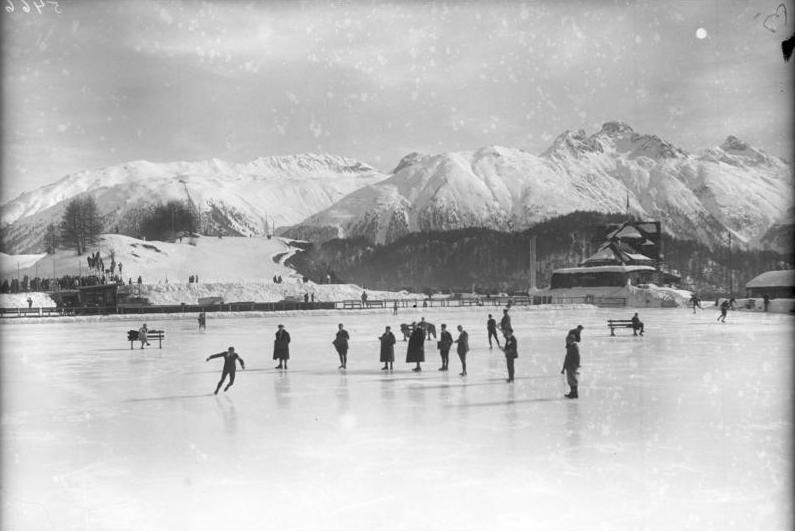
Imatge de Werner Rittberger durant el campionat.

El suec Gillis Grafström aconseguí retenir el seu títol aconseguit els anys 1920 i 1924. L'austríac Willy Böckl aconseguí finalitzar novament en segona posició com quatre anys abans i un altre austríac, Karl Schäfer, finalitzà quart. Aquest aconseguiria la medalla d'or en les dues següents cites olímpiques.
| Lloc | Patinador            | Punts | Marcador |
| ---- | -------------------- | ----- | -------- |
| 1    | Gillis Grafström     | 12    | 1630.75  |
| 2    | Willy Böckl          | 13    | 1625.50  |
| 3    | Robert Van Zeebroeck | 27    | 1542.75  |
| 4    | Karl Schäfer         | 35    | 1463.75  |
| 5    | Josef Slíva          | 36    | 1469.00  |
| 6    | Marcus Nikkanen      | 46    | 1480.00  |
| 7    | Pierre Brunet        | 50    | 1447.75  |
| 8    | Ludwig Wrede         | 53    | 1368.75  |
| 9    | Jack Page            | 62    | 1424.00  |
| 10   | Roger Turner         | 67    | 1363.50  |
| 11   | Sherwin Badger       | 73    | 1324.00  |
| 12   | Paul Franke          | 76    | 1326.00  |
| 13   | Montgomery Wilson    | 92    | 1345.00  |
| 14   | Ian Bowhill          | 101   | 1202.25  |
| 15   | Nathaniel Niles      | 103   | 1154.25  |
| 16   | Jack Eastwood        | 106   | 1136.25  |
| —    | Werner Rittberger    | -     | NF       |